# 小鶴乃哩子
小鶴 乃哩子（こづる のりこ ）は、日本の脚本家、作家。福井県生まれ、大阪府育ち。血液型A型。小学校5年生の頃、子役事務所に所属して女優活動を開始。

## プロフィール
1977年、福井県で生まれ、主に大阪府で青春時代を過ごす。小学生5年生の頃、子役事務所に所属し女優活動を開始。
1989年、単発ドラマ『二人の妻の殺意』で子役デビュー。
2006年、自主制作映画の制作を開始し、ショートムービー「落花する月」を初監督。2007年、福井県を舞台にした自主映画「へしこ！！」を制作。
2008年、ホラー小説「36」で小説家デビュー。福井新聞社広告局の広告企画「福井仁の一週間」（津田寛治主演）で、シナリオ、コピーライター、助演出として参加。本企画が2008年度　日本新聞協会　新聞広告企画部門奨励賞を受賞。

## 主な作品

### 脚本・演出作品（舞台）
- 「美人税」(2011年)　スタジオモモンガ
- 「真冬のひまわり」（2012年）キャナルシティ劇場
- 「人狼TLPTX吸血鬼」(2013年)  吉祥寺シアター

### 脚本作品（MV）
- 「LOVE SONG」ファンキーモンキーベイビーズ(2011年)犬童一心監督、出演・優香・丸山智己
- 「君は僕だ」前田敦子（2012年）犬童一心監督、出演・前田敦子・駿河太郎・内海桂子

### 脚本作品（ドラマ）
- 「月桃」（東京都江東区のレインボータウンFM79.2 MHz 大江戸ワイドスーパーイブニング 毎週木曜日18時15分〜20時のパーソナリティである石井春花との企画ラジオドラマ）（2008年）
- 「白百合兄弟のハンサムな食卓」深川栄洋監督、（2009年、QTV・東名阪ネット6）
- 「アザミ嬢のララバイ」（2010年、毎日放送） 第1話「秘蜜を吸う」犬童一心監督、第2話「愛を、更新する。」犬童一心監督
- 「Re:Dream」(2012年・BeeTV) 深川栄洋監督、出演・染谷将太・倉科カナ・田畑智子・児嶋一哉(アンジャッシュ)
- 「そして世界は全て変わる」（2012年　iTunes・Gyao！・フジテレビオンデマンド）蔵方政俊監督、出演・荒井萌・竜星涼・松島庄汰・阿部菜渚美
- 「ピロートーク〜ベッドの思惑〜」（2012年　関西テレビ）出演：田畑智子、中村ゆり、楠見薫、村川絵梨
- 「不思議の城のかの子」（2016年　NHK-FM放送）出演：須藤風花、日野陽仁、亀谷さやか
- 「ラブホの上野さん」（2017年　フジテレビ放送）出演：本郷奏多、松井愛莉、柾木玲弥

### 脚本作品（映画）
- 「純情」（2010年）
- 「青鬼」（2014年）

### 脚本作品（ゲーム）
- 「サイキン恋シテル？」（2009年）
- 「幕末花魁恋千夜」（2009年）

### 脚本作品（DVD）
- 「ヒーローになれなかったヒーロー」（2008年）
- 「どっちもどっち」(2014年 ララプレス)出演：富田翔、小谷喜一

### 映画監督作品
- 「落花する月」（2006年）
- 「生ゴミの日」（2006年）
- 「restore」（2006年）
- 「眠り花、キミの種」（2006年）
- 「へしこ!!」（2007年）
- 「夏情ピイス」（2008年）
- 「美人税」（2008年）

### 文筆業作品
- 電子書籍パピレス「36」（2008年）
- 全力書店「美人税」（2010年） ※未書籍化 - ソニーデジタルエンタテイメントWEBサイト
- FKB怪談実話 饗宴(2011)  ※怪談実話アンソロジー 竹書房恐怖文庫
- カンガルーのマーチ(2012)  講談社文庫
- roomNo.36(2013)  竹書房文庫

## 主な出演作品

### ドラマ
単発ドラマ
- 「二人の妻の殺意」（1989年）

### 映画
劇場公開映画
- 「CONCRETE」（2004年）